# 莱博尔德 (约讷省)
莱博尔德（法語：Les Bordes，法語發音：[le bɔʁd]）是法国勃艮第-弗朗什-孔泰大区约讷省的一个市镇，位于该省西北部，属于桑斯区。

## 地理
莱博尔德（48°5'51"N, 3°22'50"E）面积18.68 平方千米，位于法国勃艮第-弗朗什-孔泰大區约讷省，该省份为法国中北部内陆省份，西接卢瓦雷省，西北接塞纳-马恩省，南至涅夫勒省，东临科多尔省，东北与奥布省接壤。
与莱博尔德接壤的市镇（或旧市镇、城区）包括：大马莱、迪蒙、诺埃、沃莫尔、韦龙、约讷河畔新城。

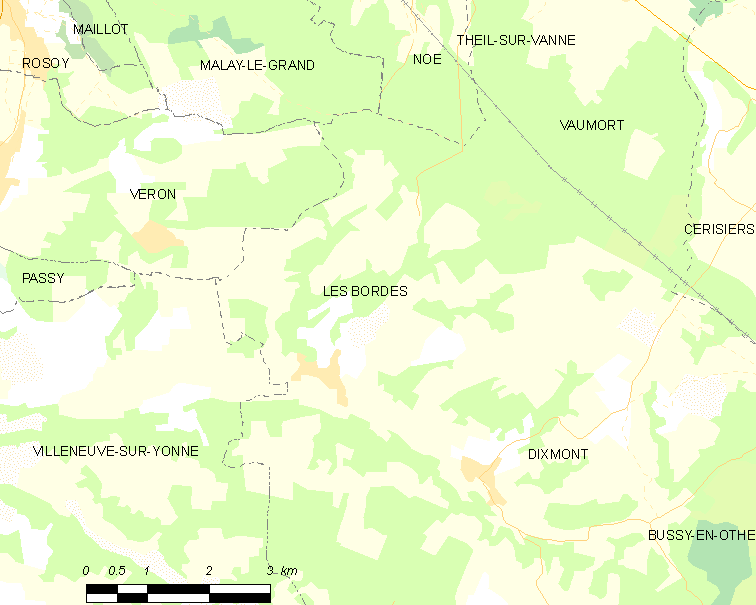
的OSM定位图

莱博尔德的时区为UTC+01:00、UTC+02:00（夏令时）。

## 行政
莱博尔德的邮政编码为89500，INSEE市镇编码为89051。

## 政治
莱博尔德所属的省级选区为约讷河畔新城县。

## 人口

1962-2008年间人口变化图示

莱博尔德于2022年1月1日时的人口数量为553人。